# 7e régiment royal de chars (Royaume-Uni)

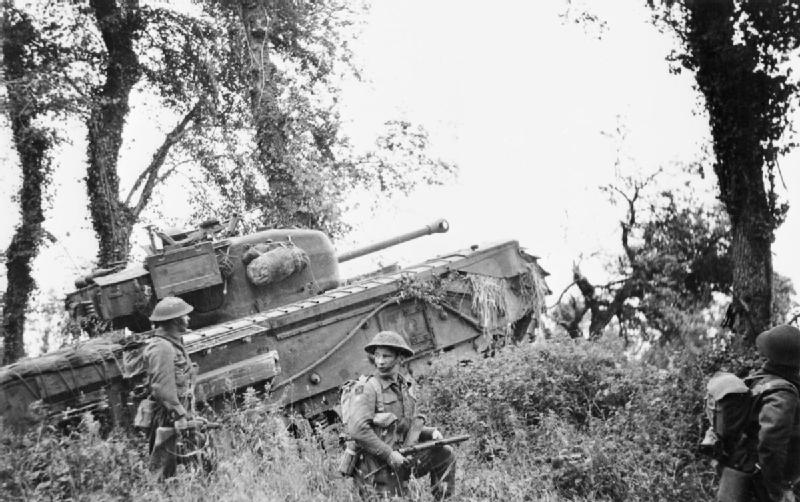
Char Churchill du 7e RTR durant l'opération Epsom le 28 juin 1944.

Le 7e régiment royal de chars britannique (en anglais 7th Royal Tank Regiment) est un régiment blindé de la British Army (armée de terre britannique), qui combattit au cours des deux conflits mondiaux.